# コプト
コプトは、主にエジプトにおけるキリスト教信徒を指す。コプトの大多数は非カルケドン派正教会たるコプト正教会であるが、東方典礼カトリック教会たるコプト典礼カトリック教会や、プロテスタントなども含まれている。
「コプト人」という民族が居る訳ではなく、民族名ではない。全世界に1000万人から2000万人ほどいるとされる。エジプトにはキリスト教の成立直後から信者がおり、イスラム化された後もコミュニティが存続した。古代エジプト暦の流れを汲むコプト暦を使う。現在、エジプト人口の約1割がコプトで、世俗主義的なシーシー政権の支持者が多い。
コプト教徒は、右手首にコプト十字の入れ墨を入れている。これは7世紀にイスラム教によって十字架の烙印が押され、非イスラム教徒に課される税ジズヤを支払っていた歴史に由来し、それが結束と反抗の象徴となった。

## 「コプト」の語源
「コプト」の語源は古エジプト語にまで遡る。元は、メンフィスの別称「フゥト・カァ・プタハ」（プタハの精霊の館）に由来する。後に、ギリシャ人が、これを「アイギュプトス」とギリシャ語読みし、それがエジプト全土を指す言葉となった。さらに、エジプトを征服したアラブ軍は、それをアラブ化して「キプト」と発音した。これが後に、ヨーロッパ人の間で「コプト」と呼ばれるようになった。

## 人口
アメリカ合衆国にはニュージャージー州やニューヨーク州、そしてカリフォルニア州を中心にコプト正教徒のコミュニティーが存在し、その人口は最大100万人とも見積もられ、その数は近年、さらに増えているといわれている。

## 著名なコプト
- シェヌーダ3世 - 第117代コプト正教会教皇
- ブトロス・ブトロス＝ガーリ - 元国連事務総長
- ハニ・ラムズィ - サッカー指導者、元サッカー選手
- サラーマ・ムーサ - ジャーナリスト
- ユーセフ・シャヒーン - 映画監督
- ナギーブ・サウィーリス - 実業家
- ディナ・ハビブ・パウエル - 政治家
- ナクーラ・バスリー・ナクーラ - 映画『イノセンス・オブ・ムスリム』の製作者

## コプトを狙った事件
コプトはイスラム化したエジプトにおいて、啓典の民として許容されてきたが、近年はISILなどイスラーム過激派から迫害・テロの対象にされることが目立つ。
- El Kosheh Kosheh_massacre 2000年
- アレクサンドリア自爆テロ 2011年